# Teufenbachbach
Der Teufenbachbach ist ein rund 1,1 Kilometer langer linker Nebenfluss des Liebochbaches in der Steiermark. Er entspringt östlich des Hauptortes von Sankt Bartholomä, südwestlich der Gemeindegrenze zu Sankt Oswald bei Plankenwarth sowie westlich der Gemeindegrenze zu Hitzendorf und fließt zuerst relativ geradlinig und kurz vor der Mündung zuerst in einen flachen Rechts- und dann in einen flachen Linksbogen insgesamt nach Südwesten. Er fließt dabei östlich am Hof Teufenbacher und westlich am Hof Hartweber vorbei und durchfließt auf einer kurzen Strecke auch das Gemeindegebiet von Hitzendorf. Östlich von Sankt Bartholomä mündet er westlich der L336 in den Liebochbach, der bald danach nach scharf rechts abknickt.